# Quedius
Genre
Quedius est un genre d'insectes coléoptères de la famille des Staphylinidae, sous-famille des Staphylininae, tribu des Staphylinini, sous-tribu des Quediina.

## Classification
Le genre Quedius est décrit en 1829 par le zoologiste britannique James Francis Stephens (1792-1852),.

## Liste d'espèces
Il y a environ 800 espèces décrites dans le genre Quedius,,

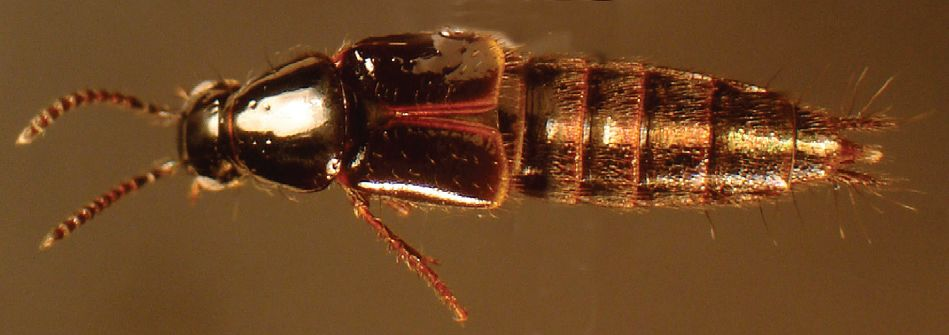
Quedius cinctus.

- Quedius brunnipennis Mannerheim, 1843
- Quedius canadensis (Casey, 1915)
- Quedius capucinus (Gravenhorst, 1806)
- Quedius cinctus (Paykull, 1790)
- Quedius cruentus (Olivier, 1975)
- Quedius curtipennis
- Quedius erythrogaster
- Quedius explanatus
- Quedius fulvicollis (Stephens, 1833)
- Quedius laticollis
- Quedius limbifer
- Quedius molochinoides Smetana, 1965
- Quedius pediculus (Nordmann, 1837)
- Quedius peregrinus (Gravenhorst, 1806)
- Quedius plagiatus Mannerheim, 1846
- Quedius prostans Horn, 1878
- Quedius simulator

## Espèces fossiles
Selon Paleobiology Database en 2023, il y a une sous-espèce fossile et huit espèces fossiles référencées :
- †Quedius (Microsaurus), Dejean 1833
- †Quedius breweri, Scudder 1890
- †Quedius chamberlini, Scudder 1890
- †Quedius deperditus, Scudder 1900
- †Quedius flichei, Théobald 1937
- †Quedius lortetii, Oustalet 1874
- †Quedius mortuus, Wickham 1912
- †Quedius reynesii, Oustalet 1874
- †Quedius rhenanus, Théobald 1937[2]

## Galerie

Quelques espèces vivantes du genre Quedius.
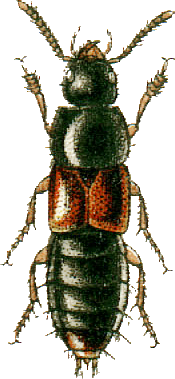
Quedius brevis.
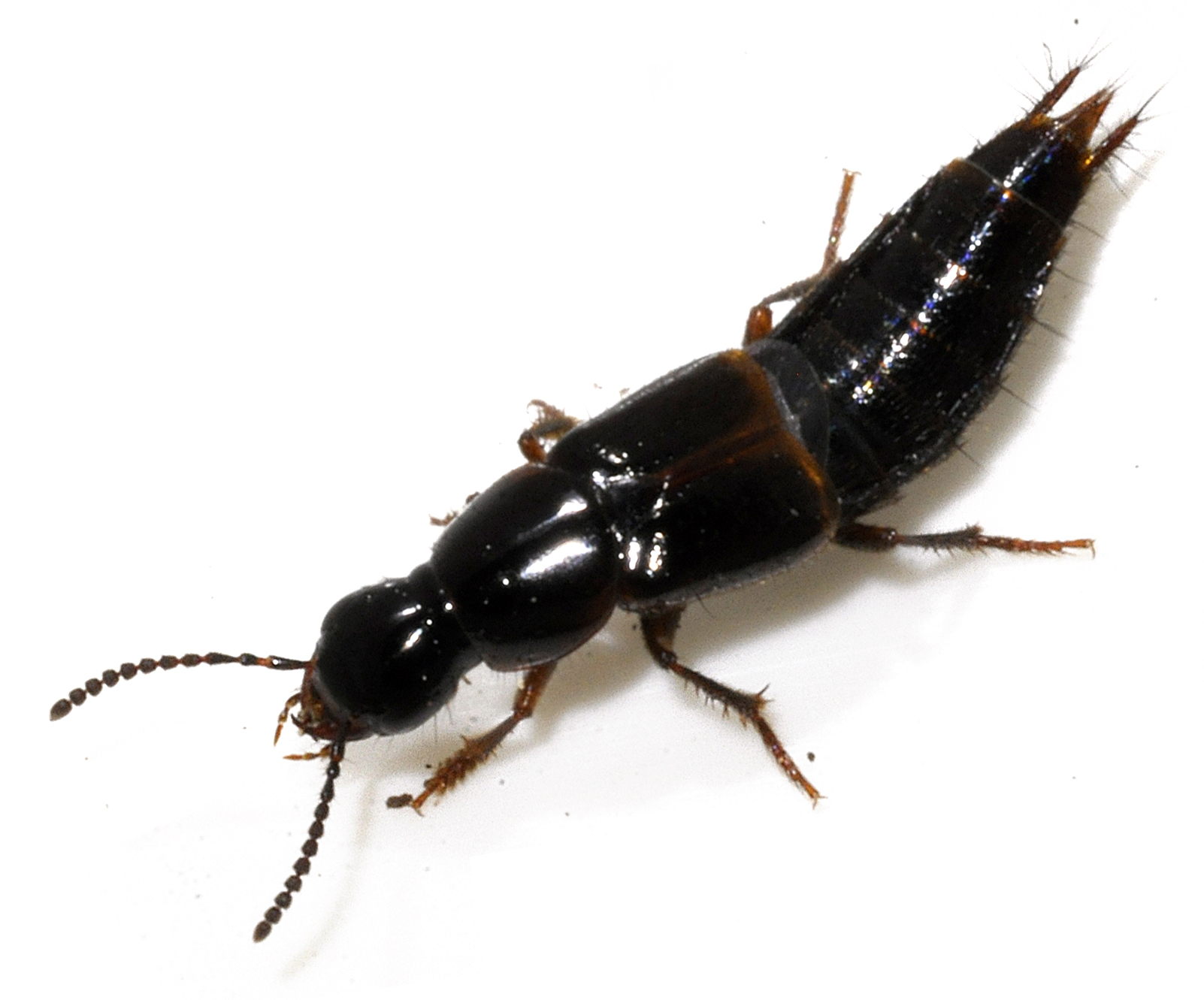
Quedius cinctus.
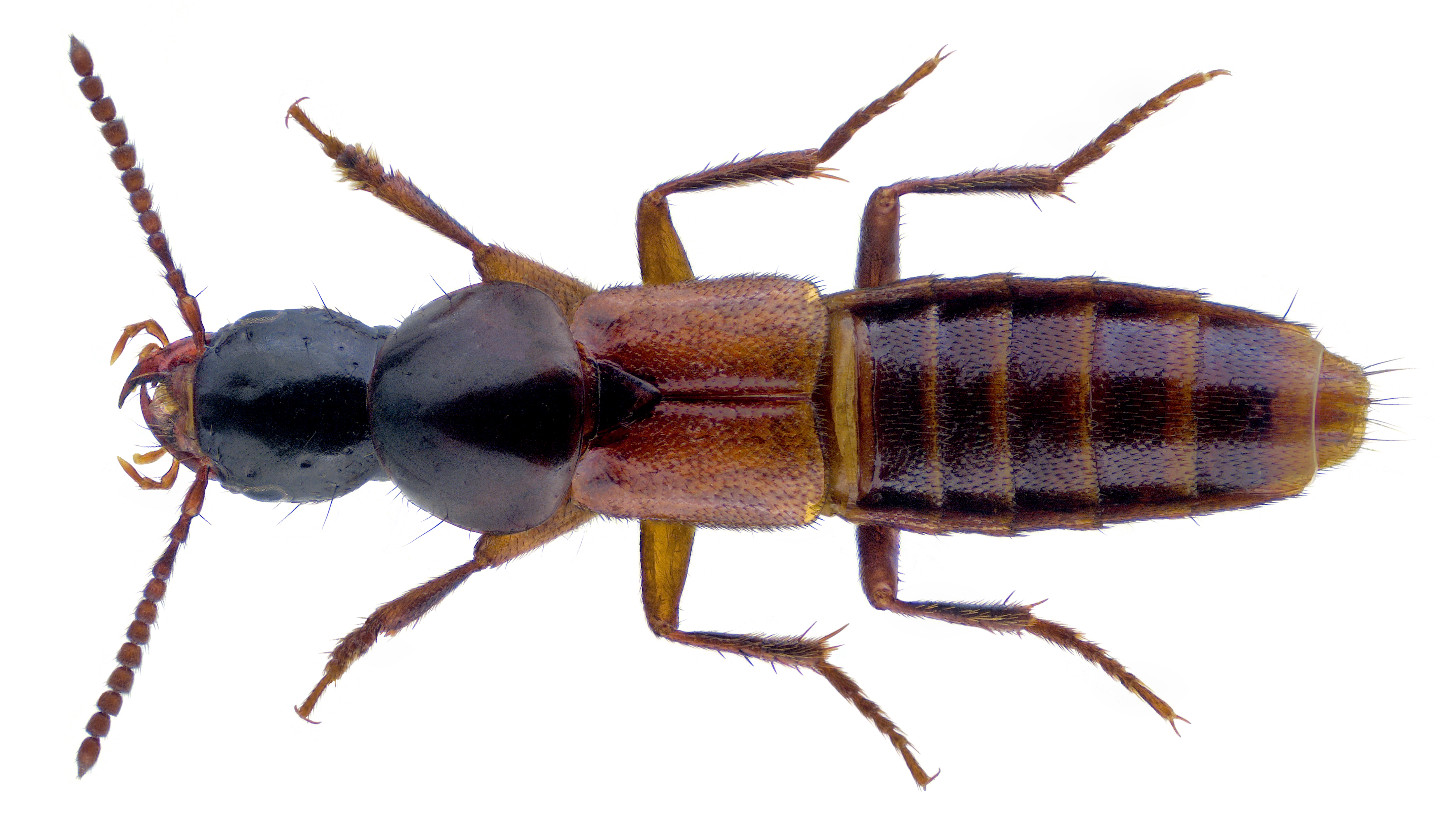
Quedius longicornis.
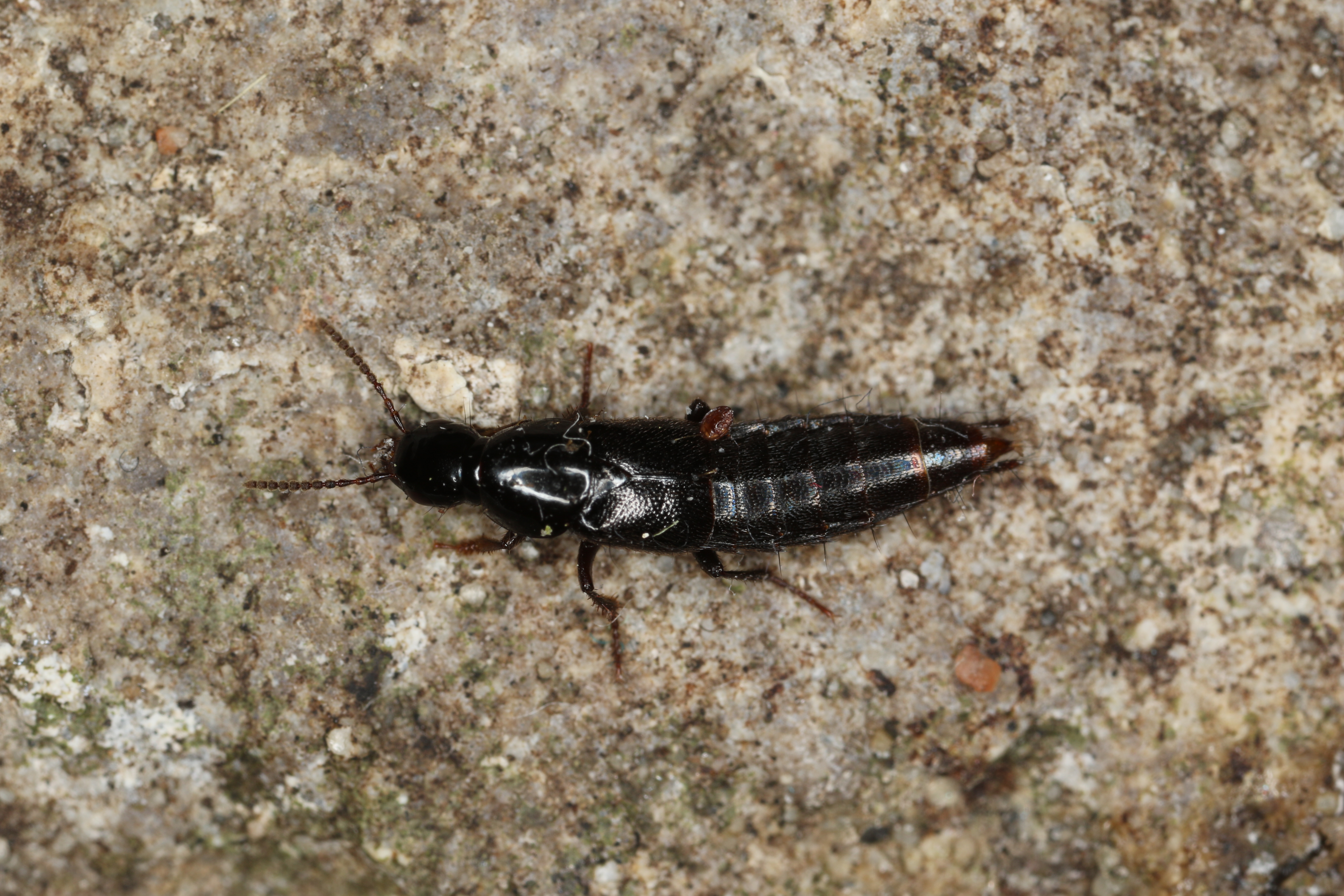
Quedius mesomelinus.
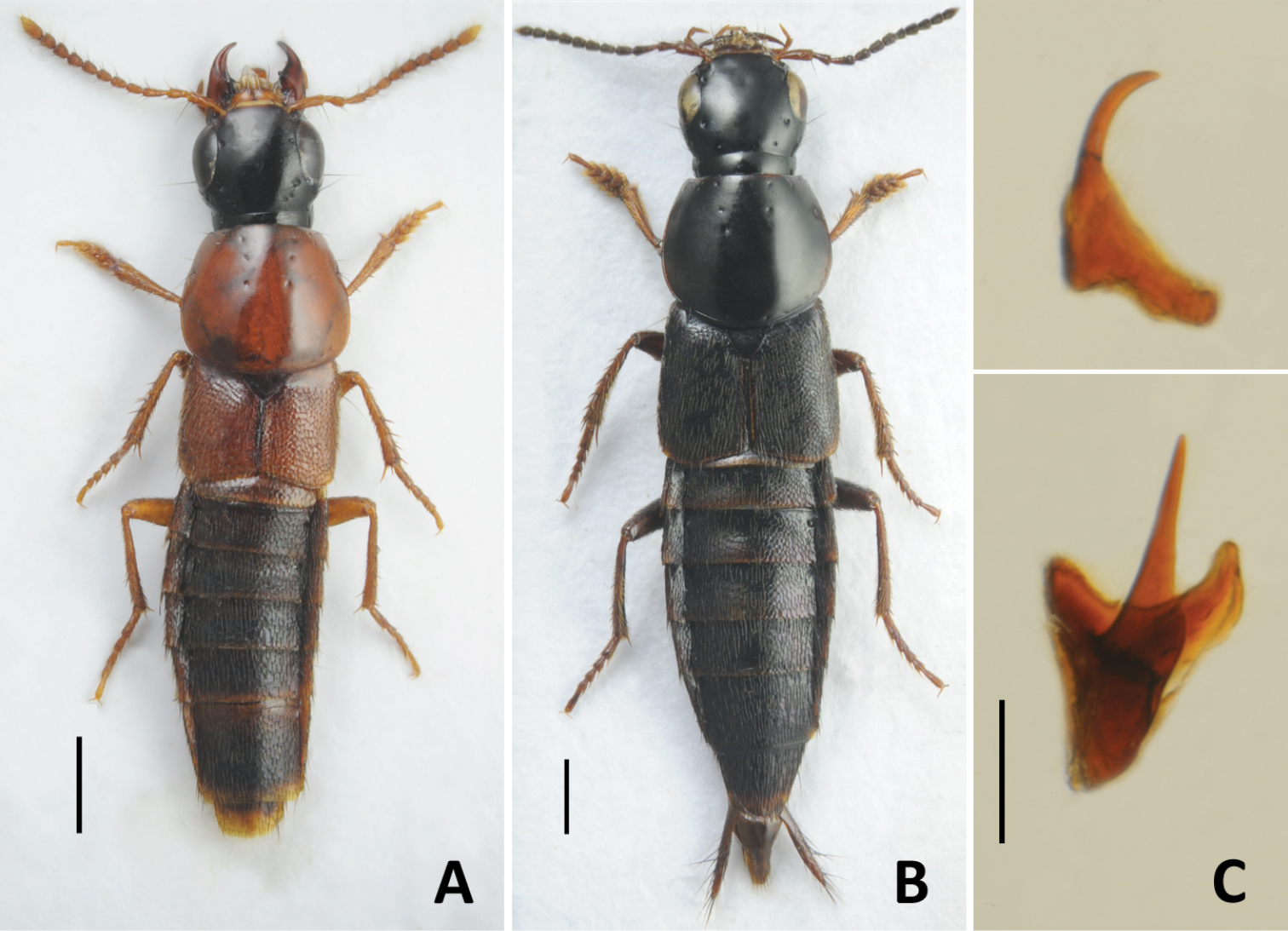
A Q. obliqueseriatus B Q. suramensis. C Sclerites dans le sac interne de Q. jenisseensis.

### Publication originale
- J. F. Stephens, The Nomenclature of British Insects: Being a Compendious List of such Species as are Contained in the Systematic Catalogue of British Insects and Forming a Guide to their Classification, 1829, 1-68 p.